# Isidudu
Isidudu es un plato típico de cocina sudafricana elaborado como el pap (es decir como unas gachas). El plato se elabora con ingredientes como la calabaza y col siendo el elemento cárnico hígado de vaca. Existen preparaciones alternativas que incluyen batata. Este plato se suele servir con leche o con amazi (leche fermentada).